# Comune di Varde
Il comune di Varde è un comune della Danimarca situato nella regione della Danimarca Meridionale (Syddanmark).
Capoluogo e sede amministrativa è la città omonima.
Il comune è stato riformato in seguito alla riforma amministrativa del 1º gennaio 2007 accorpando i precedenti comuni di Blaabjerg, Blåvandshuk, Helle e Ølgod.

## Centri abitati
I centri abitati principali del comune sono:
- Varde (14 053)
- Ølgod (3 763)
- Oksbøl (2 840)
- Tistrup (1 429)